# 茅盾文学奖

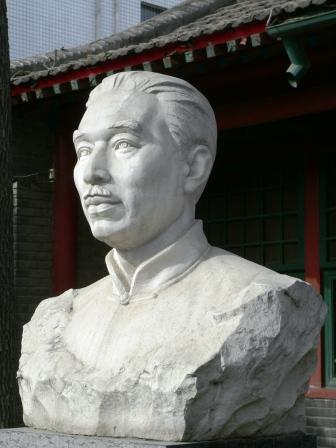
北京茅盾故居的茅盾半身像

茅盾文学奖是中国作家协会主办的长篇小说奖，是中国文学界最高荣誉之一。首届茅盾文学奖于1982年颁发。

## 设立背景
1981年3月14日，中国現代著名作家、中国作家协会主席茅盾立下遺囑：
|  | 為了繁榮長篇小說的創作，我將我的稿費25萬元捐獻給作協，作為設立一個長篇小說文藝獎的基金，以獎勵每年最優秀的長篇小說。我自知病將不起，我衷心祝願我國社會主義文學事業繁榮昌盛！ |

3月27日，茅盾逝世。同年10月，中国作家协会遵照茅盾遺願，启动茅盾文学奖。

## 评选条例
根据评选条例，由中华人民共和国国籍作家创作的、在中国大陆公开发表与出版的13万字以上的作品，均有资格参评。
此后，中国作家协会筹组评委会进行两轮无记名投票选举，获奖作品必须获得2/3以上选票才可当选，因秉持“宁缺毋滥”原则，每届获奖作品数在3至5部不等。
设立初期每三年评选一届，后改为每四年评选一届。尽管茅盾文学奖为专家奖，但考虑到读者感受，按照《评奖条例》的规定，办公室将进入终评的作品予以公示，以便广泛听取读者意见。读者可采用书信或电子邮件方式发表看法。评奖办公室将汇总反馈的意见，向评奖委员会报告，作为评选参考。

## 歷屆得主
| 屆次            | 評選時段     | 得主        | 作品                     |
| --------------- | ------------ | ----------- | ------------------------ |
| 第一屆 1982年   | 1977 〡 1981 | 魏巍        | 《东方》                 |
| 第一屆 1982年   | 1977 〡 1981 | 周克芹      | 《许茂和他的女儿们》     |
| 第一屆 1982年   | 1977 〡 1981 | 姚雪垠      | 《李自成》（第二卷）     |
| 第一屆 1982年   | 1977 〡 1981 | 莫应丰      | 《将军吟》               |
| 第一屆 1982年   | 1977 〡 1981 | 李国文      | 《冬天里的春天》         |
| 第一屆 1982年   | 1977 〡 1981 | 古華        | 《芙蓉镇》               |
| 第二屆 1985年   | 1982 〡 1984 | 張潔        | 《沉重的翅膀》（修订本） |
| 第二屆 1985年   | 1982 〡 1984 | 劉心武      | 《钟鼓楼》               |
| 第二屆 1985年   | 1982 〡 1984 | 李準        | 《黄河东流去》           |
| 第三屆 1991年   | 1985 〡 1988 | 路遙        | 《平凡的世界》           |
| 第三屆 1991年   | 1985 〡 1988 | 凌力        | 《少年天子》             |
| 第三屆 1991年   | 1985 〡 1988 | 孙力 余小惠 | 《都市风流》             |
| 第三屆 1991年   | 1985 〡 1988 | 刘白羽      | 《第二个太阳》           |
| 第三屆 1991年   | 1985 〡 1988 | 霍達        | 《穆斯林的葬禮》         |
| 第三屆 1991年   | 1985 〡 1988 | 萧克        | 《浴血罗霄》（榮譽獎）   |
| 第三屆 1991年   | 1985 〡 1988 | 徐兴业      | 《金瓯缺》（榮譽獎）     |
| 第四屆 1997年   | 1989 〡 1994 | 陈忠实      | 《白鹿原》（修订本）     |
| 第四屆 1997年   | 1989 〡 1994 | 王火        | 《战争和人》             |
| 第四屆 1997年   | 1989 〡 1994 | 刘斯奋      | 《白门柳》（一、二）     |
| 第四屆 1997年   | 1989 〡 1994 | 刘玉民      | 《骚动之秋》             |
| 第五屆 2000年   | 1995 〡 1998 | 阿来        | 《尘埃落定》             |
| 第五屆 2000年   | 1995 〡 1998 | 王安憶      | 《长恨歌》               |
| 第五屆 2000年   | 1995 〡 1998 | 张平        | 《抉择》                 |
| 第五屆 2000年   | 1995 〡 1998 | 王旭烽      | 《茶人三部曲》（一、二） |
| 第六屆 2005年   | 1999 〡 2002 | 熊召政      | 《张居正》               |
| 第六屆 2005年   | 1999 〡 2002 | 張潔        | 《無字》                 |
| 第六屆 2005年   | 1999 〡 2002 | 徐贵祥      | 《历史的天空》           |
| 第六屆 2005年   | 1999 〡 2002 | 柳建伟      | 《英雄时代》             |
| 第六屆 2005年   | 1999 〡 2002 | 宗璞        | 《東藏記》               |
| 第七屆 2008年   | 2003 〡 2006 | 賈平凹      | 《秦腔》                 |
| 第七屆 2008年   | 2003 〡 2006 | 遲子建      | 《额尔古纳河右岸》       |
| 第七屆 2008年   | 2003 〡 2006 | 麥家        | 《暗算》                 |
| 第七屆 2008年   | 2003 〡 2006 | 周大新      | 《湖光山色》             |
| 第八屆 2011年   | 2007 〡 2010 | 张炜        | 《你在高原》             |
| 第八屆 2011年   | 2007 〡 2010 | 刘醒龙      | 《天行者》               |
| 第八屆 2011年   | 2007 〡 2010 | 畢飛宇      | 《推拿》                 |
| 第八屆 2011年   | 2007 〡 2010 | 莫言        | 《蛙》                   |
| 第八屆 2011年   | 2007 〡 2010 | 劉震雲      | 《一句顶一万句》         |
| 第九屆 2015年   | 2011 〡 2014 | 格非        | 《江南三部曲》           |
| 第九屆 2015年   | 2011 〡 2014 | 王蒙        | 《这边风景》             |
| 第九屆 2015年   | 2011 〡 2014 | 李佩甫      | 《生命冊》               |
| 第九屆 2015年   | 2011 〡 2014 | 金宇澄      | 《繁花》                 |
| 第九屆 2015年   | 2011 〡 2014 | 苏童        | 《黄雀记》               |
| 第十屆 2019年   | 2015 〡 2018 | 梁晓声      | 《人世间》               |
| 第十屆 2019年   | 2015 〡 2018 | 徐怀中      | 《牵风记》               |
| 第十屆 2019年   | 2015 〡 2018 | 徐则臣      | 《北上》                 |
| 第十屆 2019年   | 2015 〡 2018 | 陈彦        | 《主角》                 |
| 第十屆 2019年   | 2015 〡 2018 | 李洱        | 《应物兄》               |
| 第十一屆 2023年 | 2019 〡 2022 | 杨志军      | 《雪山大地》             |
| 第十一屆 2023年 | 2019 〡 2022 | 乔叶        | 《宝水》                 |
| 第十一屆 2023年 | 2019 〡 2022 | 刘亮程      | 《本巴》                 |
| 第十一屆 2023年 | 2019 〡 2022 | 孙甘露      | 《千里江山图》           |
| 第十一屆 2023年 | 2019 〡 2022 | 东西        | 《回响》                 |

## 統計
至第十一屆止：
- 共有53部長篇小說、53位作家獲獎，其中一部作品為夫妇二人合著（第三节《都市風流》孙力、余小惠）。
- 得獎作品最多的是第三屆（7部，其中2部為榮譽獎）；最少的是第二屆（3部）。
- 張潔是唯一兩度獲得茅盾文學獎的作家（第二届《沉重的翅膀》及第六届《无字》）。
- 歷屆獲獎的女作家共有9位（張潔、凌力、余小惠、霍達、王安憶、王旭烽、宗璞、遲子建、喬葉），約占六分之一。
- 最年輕的獲獎者是第一屆的古華（40歲）；最年長的獲獎者是第十屆的徐懷中（90歲）。
- 唯一去世後被追授茅盾文學獎的作家是徐興業（第三屆，所獲之獎項稱為榮譽獎）。
- 本獎與香港浸會大學紅樓夢獎性質、規則相似，得主多有重複。曾先後獲得本獎和紅樓夢獎的中國作家有賈平凹、王安憶、張煒、莫言、劉醒龍、畢飛宇、劉震雲、格非、蘇童、遲子建、徐則臣、阿來、楊志軍13人。其中賈平凹、畢飛宇、格非[註 3]、蘇童是以同一部小說先後獲得兩獎。

## 批評
茅盾文學獎由作協主辦，帶有官方色彩，其授獎標準被批評遵循官方價值觀、墨守「社會主義現實主義」美學，許多中國當代文學的代表作落選，獲獎作品中則有不少文學價值不高之作；甚至部分得獎作品因書中內容違反官方價值而被迫修改，以「修訂本」獲獎。